# Canicule de 2022 en Europe
Pour les articles homonymes, voir Canicule de 2022.
La canicule de 2022 en Europe est une vague de chaleur sur une grande partie de l'Europe dont le premier épisode débute à la mi-juin 2022, entraînant des températures record dans toute la région. Ce phénomène favorise le déclenchement d'une série d'incendies de forêt à travers l'Europe. Les températures élevées font des centaines de morts en Espagne et au Portugal. La canicule atteint en juillet le Royaume-Uni dont le service météorologique, le Met Office, émet pour la première fois son alerte rouge de température. Plusieurs villes sont évacuées au Portugal et en France à cause des feux de forêt.
L'intensité de ces vagues de chaleur est l'illustration du réchauffement climatique en Europe,,. En combinant des modèles épidémiologiques avec des techniques de détection et d’attribution, une étude a conclu que la moitié des décès fut causée par le réchauffement anthropique.

## Évolution météorologique

### Juin

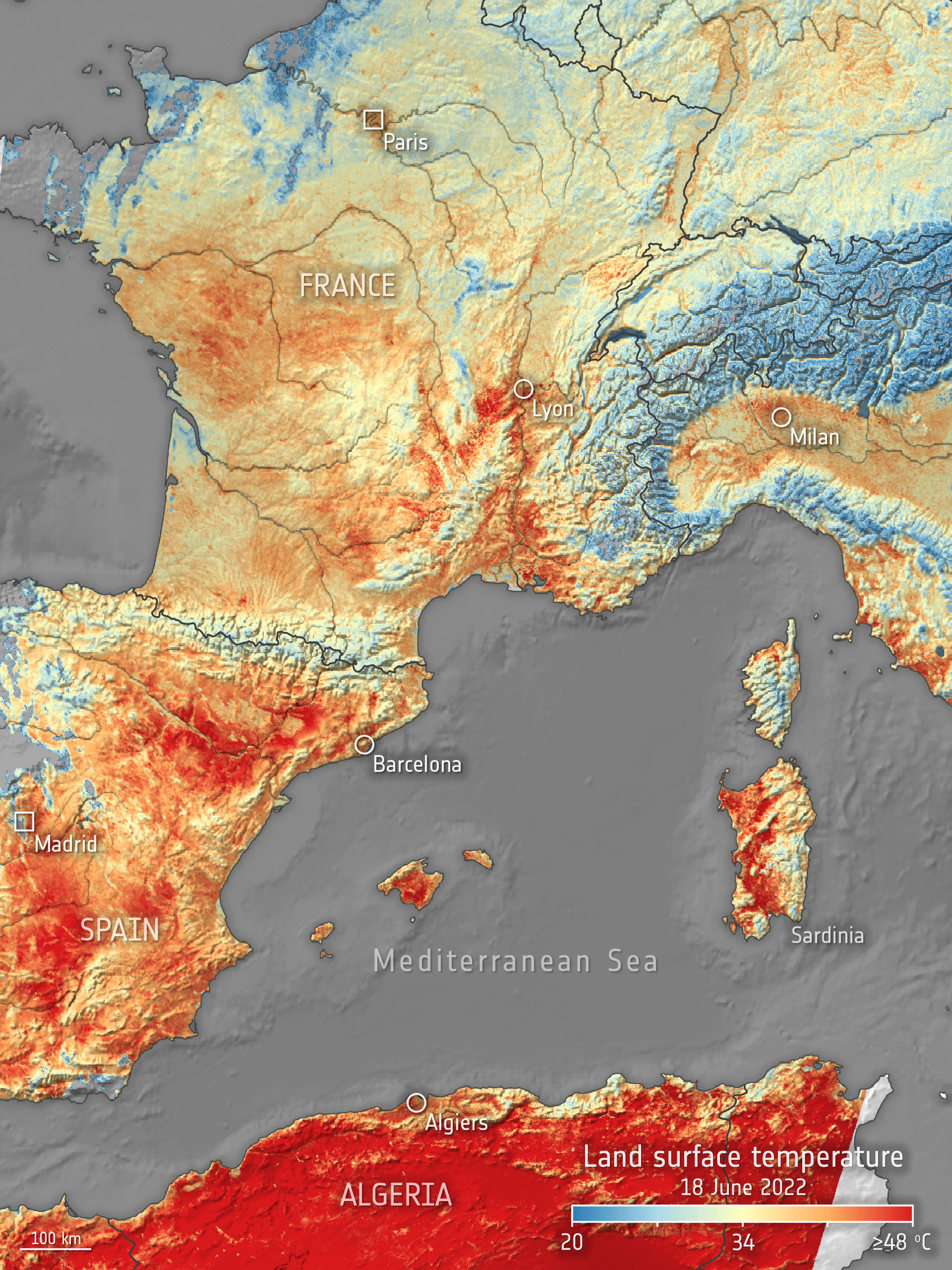
Températures à la surface du sol sur la péninsule Ibérique et la France au 18 juin.

L'épisode caniculaire de juin 2022 est le résultat d'une interaction entre la présence d'anticyclones, le passage des restes non tropicaux de la tempête tropicale Alex sur le nord-ouest de l'Europe, le fort ensoleillement et une masse d'air émanant d'Afrique du Nord entrée sur la péninsule Ibérique chargée de poussières causant de la brume sèche au centre et au sud de la péninsule,.
Non seulement les maximums dépassent les 40 °C sur une bonne partie de l'Europe, mais les nuits sont très chaudes avec des minimums au-dessus de 20 °C.

### Juillet

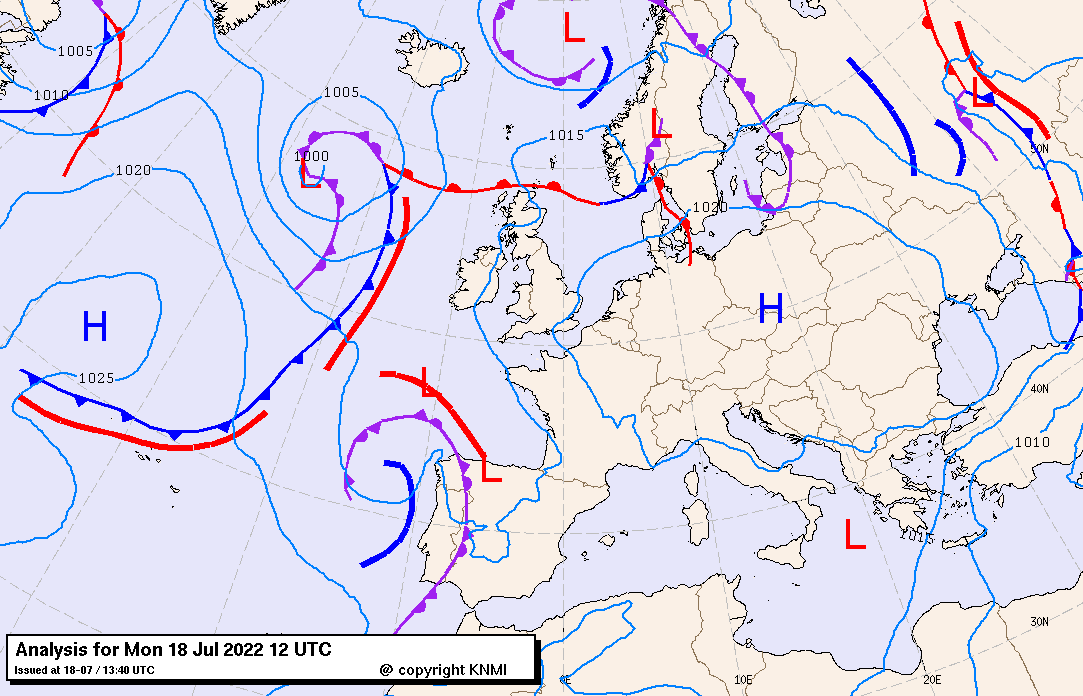
Carte météo du 18 juillet.

La seconde vague de chaleur débute vers le 9 juillet 2022. Elle est due à la présence d'un anticyclone persistant entre les îles Britanniques et le centre de l'Europe, étendant une crête barométrique vers le Maroc. Le ciel dégagé permet à la masse d'air de se réchauffer quotidiennement par ensoleillement et effet de compression. En même temps, une dépression d’altitude, au sud-ouest du Portugal, pousse de l'air saharien vers l'ouest de l'Europe.
Le début de la semaine du 17 juillet voit de nombreux records de températures être battus dans toute l'Europe. Cependant, les 21 et 24 juillet, des creux frontaux balayent les îles britanniques et le nord de l'Europe, mettant fin à la canicule sur ces secteurs,. L'anticyclone persiste plus au sud, favorisant toujours la canicule, mais il s'atténue graduellement.

Évolution des maximums durant les quatre semaines de juillet.
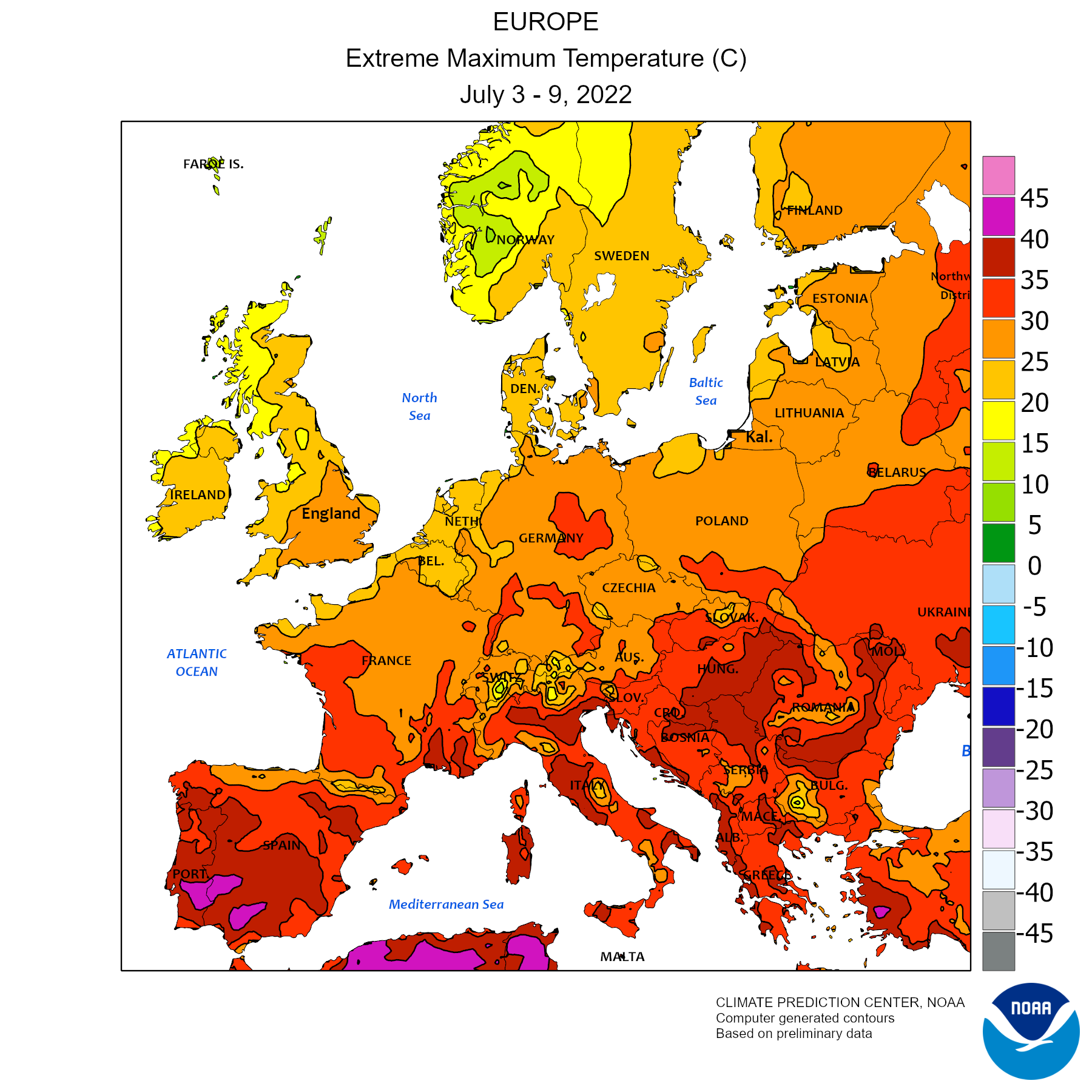
3 au 9
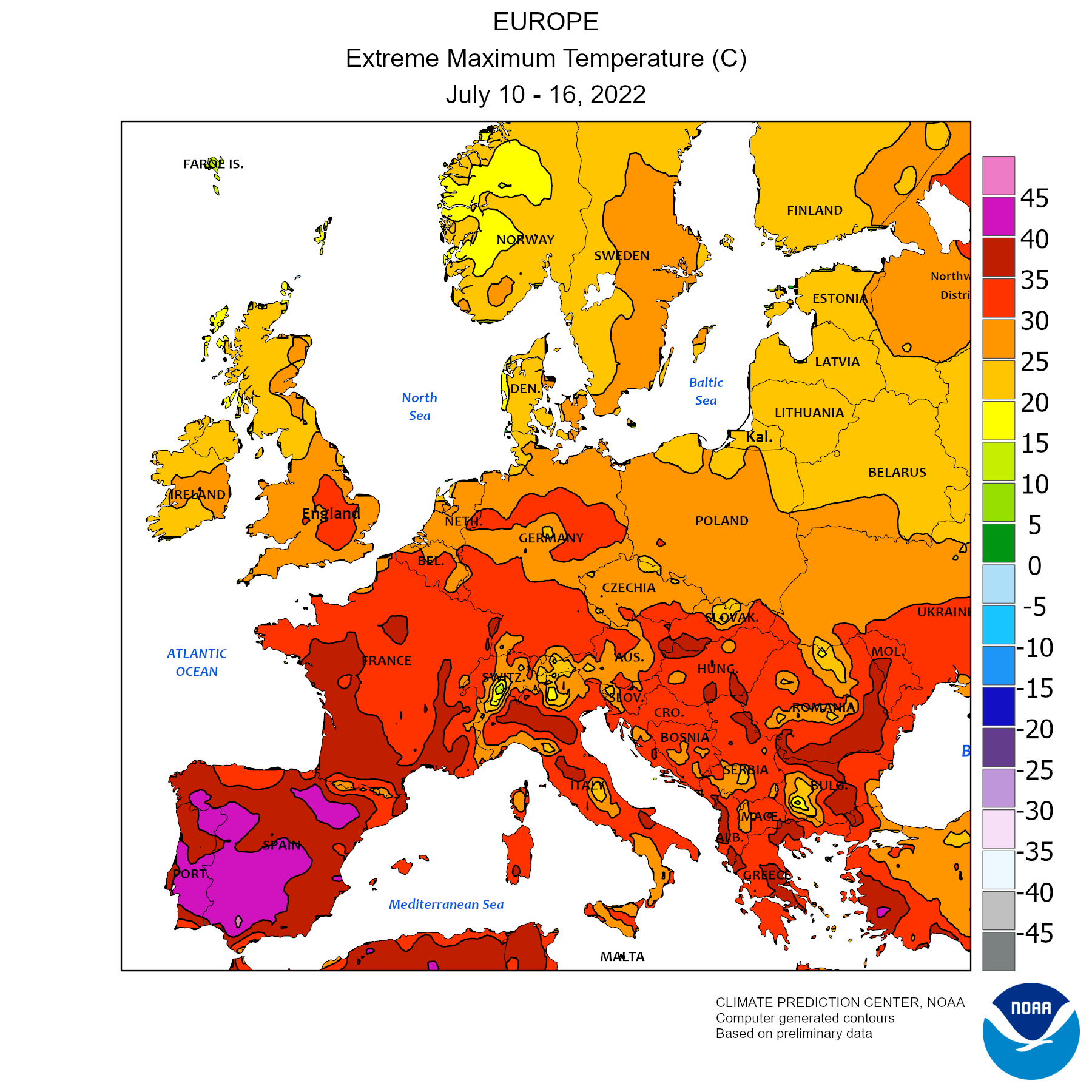
10 au 16
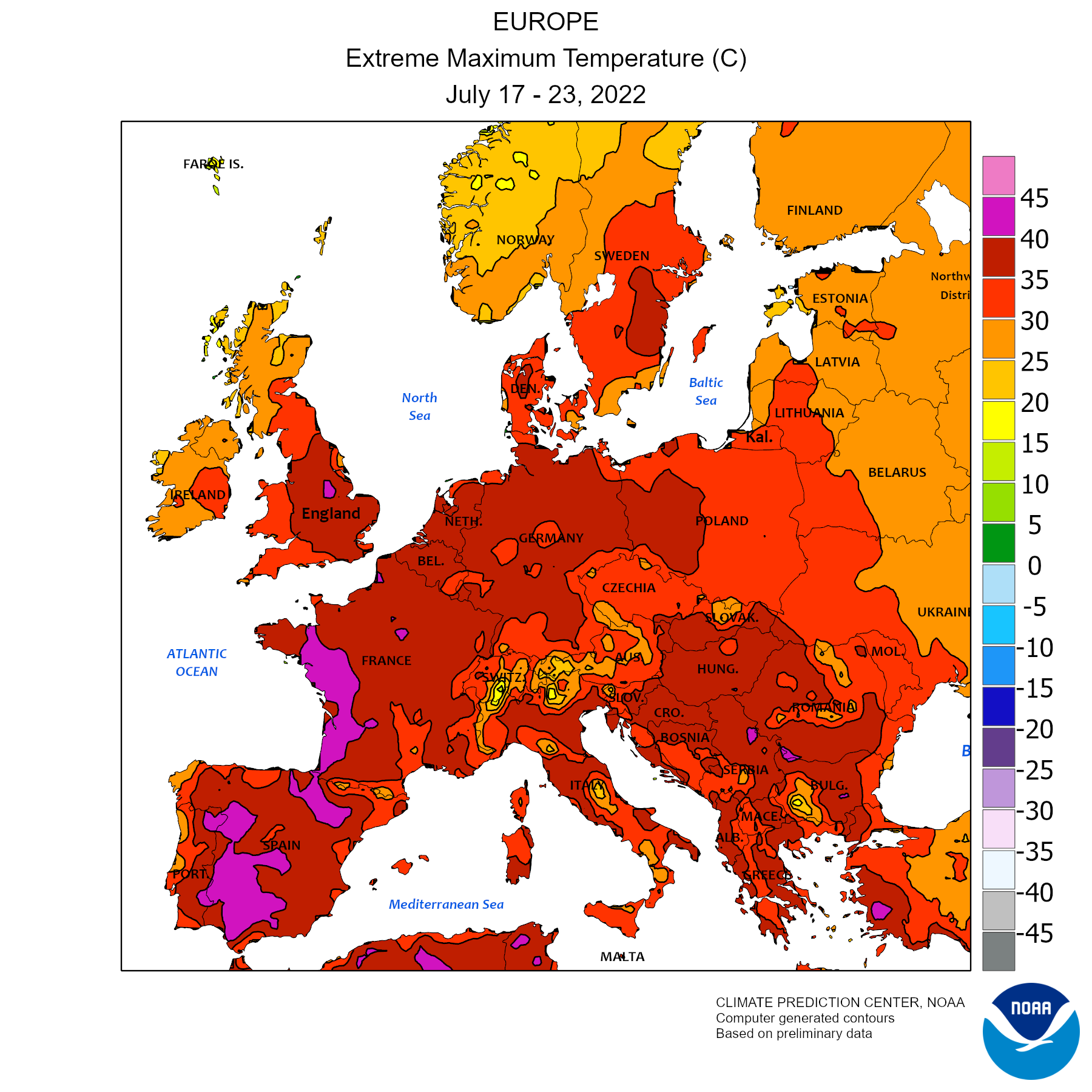
17 au 23 (pic atteint le 19)
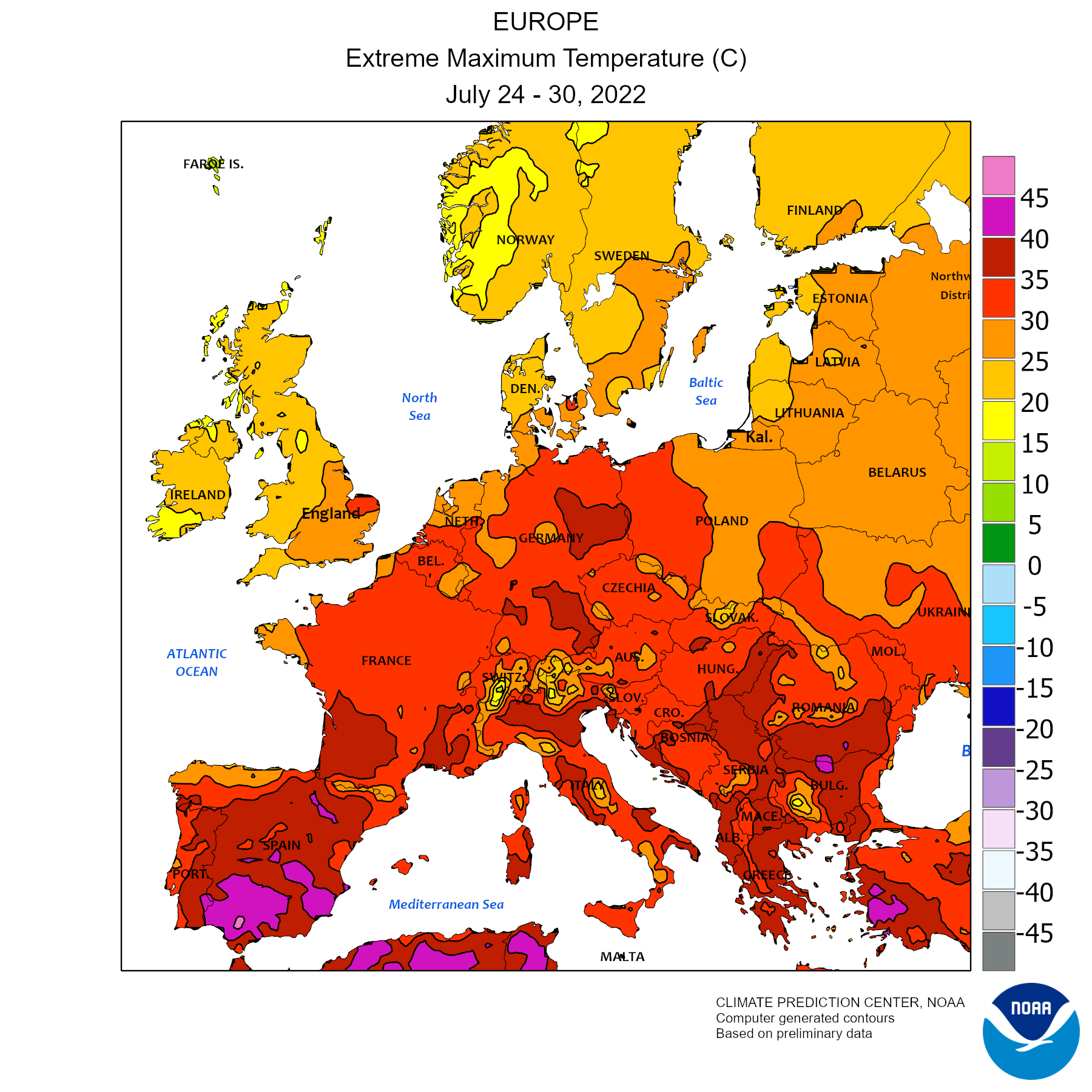
24 au 30

### Août
La 3e vague de chaleur commence le 31 juillet dans les régions méditerranéennes et s'étend sur le sud-ouest de la France la semaine suivante. Cet épisode est de moindre intensité à ceux de juin et juillet, mais d'une durée supérieure. Un blocage oméga est la cause de cet épisode avec un anticyclone en mer du Nord encadré par 2 dépressions au sud-ouest et sud-est favorisant un ciel dégagé et un flux du sud sur l'Europe de l'Ouest.
La semaine du 16 août, la configuration atmosphérique se défait et les températures se mettent à fraîchir sur l'ouest de l'Europe grâce au passage d'un creux barométrique d'altitude, allant des îles Britanniques à l'Espagne. Ce dernier cause le déclenchement d'orages localement violents sur son passage,. Le 18 août 2022, un derecho s'est ainsi développé sur le nord de la Méditerranée et a causé plusieurs décès en Corse, en Italie et en Autriche (cf. Derecho européen d'août 2022).
Cependant, les anomalies de températures se sont déplacées vers l'est, de la Hongrie vers les pays baltes et la Finlande, du 16 au 21 août.

## Conséquences

### Allemagne
Du 14 au 20 juin, l'Allemagne a enregistré 8 % de décès en plus que la normale alors que la température a atteint jusqu'à 39,2 °C à Cottbus, Brandebourg,. La seconde canicule a atteint l'Allemagne le 20 juillet avec des valeurs record de 40,1 °C à Hambourg et 40,3 °C à Bad Mergentheim. Du 11 au 17 juillet, le pays a connu un taux de mortalité excédentaire de 16 % et la semaine suivante, de 23 % par rapport à la normale.
Le 12 août, à Kaub, le niveau du Rhin est tombé à 38 centimètres, sous le niveau de 40 centimètres considéré comme nécessaire pour une grande partie du transport fluvial selon les données et prévisions de l’autorité fédérale des voies navigables. Il a continué à baisser jusqu'à atteindre 35 cm le 19 août pour remonter à 44 cm le 20 août après que de fortes pluies soient tombées en Suisse.

### Espagne
Une alerte spéciale de chaleur extrême a été activée par l'AEMET dès le 10 juin pour 12 provinces et des vigilances jaunes pour d'autres. La vague de chaleur devait durer au moins jusqu'au 15 juin. Le 11 juin, des températures élevées ont été enregistrées dans le sud-ouest de la péninsule Ibérique, avec 41,0 °C à Séville. Le lendemain, les températures ont atteint 43,2 °C à Almadén, province de Ciudad Real, la valeur la plus élevée le jour du début officiel de la canicule, et des valeurs supérieures à 40 °C ont également été enregistrées dans 47 stations du réseau national. Le 14 juin, la canicule s'est étendue au sud de la Galice et à l'intérieur de la mer Cantabrique. Les nuits tropicales se sont également poursuivies, avec des températures qui ne sont pas descendues en dessous de 20 °C, par exemple à Jaén, le minimum a été de 27 °C. Les seuls points d'Espagne qui n'ont pas été touchés sont les Asturies, les îles Canaries et les villes autonomes de Ceuta et Melilla. Le dernier jour de la vague de chaleur a été le 18 juin.
En juillet, la chaleur a repris et dès le 12 juillet, des records de température sont battus avec 43,3 °C à Orense. Le 17, un nouveau record de 42,3 °C est enregistré à Pampelune.
En juillet, l'Estrémadure connaît des incendies de forêt qui se propagent à la province voisine de Salamanque en Castille et León et brûlent plus de 4 000 hectares. Le 14 juillet, l'institut de santé Carlos III annonce la mort d'au moins 43 personnes les 10 et 11 juillet à cause de la chaleur.
Le 16 juillet, il est signalé qu'au moins 360 personnes sont mortes entre le 10 et le 15 juillet à cause de la chaleur.

### France

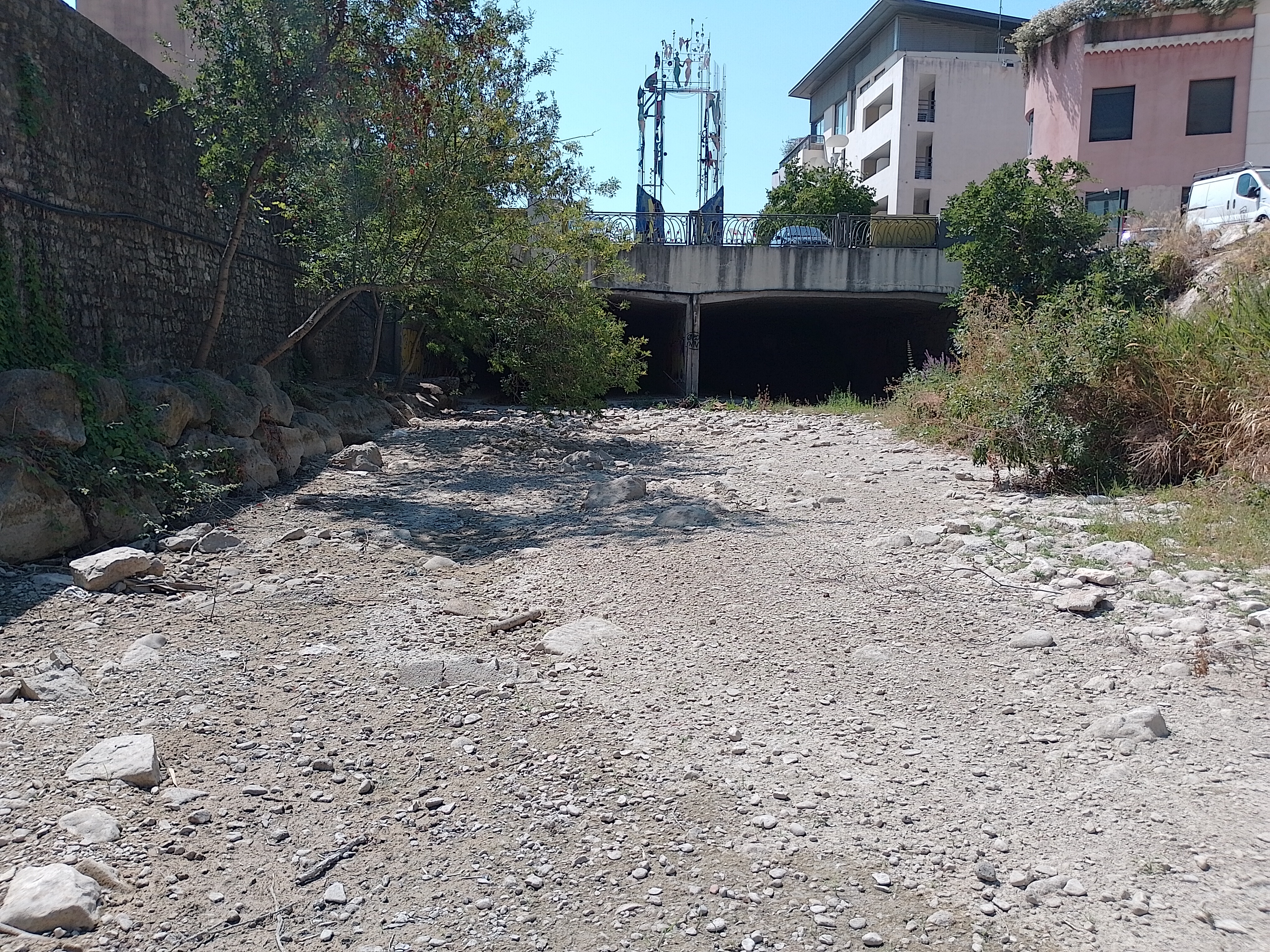
Le cours du fleuve Huveaune asséché à Aubagne pendant la canicule de 2022.

La première canicule a débuté le 15 juin sur le sud du pays, soit la plus précoce jamais enregistrée depuis 1947. De nombreux records mensuels et absolus de température ont été battus. L'anomalie de température a atteint 8,86 °C. Dès le 16 juin, les 40 °C ont été atteints à Saint-Jean-de-Minervois. Les 17 et 18, les températures maximales de quelques villes ont battu leur record absolu de température : Tarbes à 39,2 °C, Cap Ferret à 41,9 °C, Biarritz à 42,9 °C, Rochefort à 40,6 °C et Vitré en Bretagne à 41,6 °C. Des records mensuels ont aussi été battus, allant de 40,6 °C à Carcassonne dans le sud à 34,4 °C Arras dans le nord.
Le deuxième épisode caniculaire a officiellement démarré le mardi 12 juillet et c'est la 45e vague de chaleur en France depuis 1947. Le pic a été atteint le 18 juillet ; ce jour-là des records de température sont battus sur l'ouest de la France, en particulier en Bretagne et Pays de la Loire avec 42,7 °C à Beaulieu-sur-Layon, 41,6 °C à Bléruais (nouveau record absolu officiel de la Région Bretagne), 39,3 °C à Brest, 42,0 °C à Nantes, 40,2 °C à Vannes, 39,7 °C à Saint-Brieuc, et dans le sud-ouest, avec 42,6 °C à Biscarosse, 42,4 °C à Cazaux, 41,7 °C à La Rochelle, à Rochefort 41,4 °C battant pour la 2e fois cette année son record absolu (18 juin 2022 40,6 °C) et 41,1 °C à Saintes,,,,. Le lendemain, c'est le nord de la France qui a battu des records absolus avec 40,4 °C à Dieppe, et près de 40 °C à Calais, Boulogne-sur-Mer et Le Touquet.
Lors de la troisième vague, du 1er au 16 août, la barre des 40 °C a été franchie à plusieurs endroits de la moitié sud-ouest du pays et celle des 30 °C ailleurs. Les maximums ont ainsi atteint 41 °C à Bélis (Landes) et 41,5 °C à Navarrenx (Pyrénées-Atlantiques) le 11. L'anomalie de température a dépassé les +3 °C durant la première moitié d'août et même +3,7 °C entre le 6 et le 12.
En plus des records de température, le déficit de précipitations fait de juillet le mois le plus sec des annales modernes, donnant localement des cumuls inférieurs à 5 mm et, au 26 juillet, moins de 3 jours de pluie en plaine, soit 3 à 10 jours de moins que la moyenne climatologique. La moyenne des accumulations mensuelles s’élève à 8,1 mm, soit un déficit de 85 %. La sécheresse du mois s'ajoute à une année sèche rendant les cumuls inférieurs à la moyenne depuis le 1er janvier de 25 % (Île-de-France et Limousin) à 55 % (en Corse), battant celle de 1976 (voir Sécheresse de 2022 en France).
La conjonction des températures et de la faible pluviosité a donné des conditions favorables au déclenchement de feux de forêt. Le 7 juillet 2022, un Feu de forêt majeur a ravagé la commune de Bordezac, détruisant plus de 700 hectares de végétation. Face à la menace, de nombreux habitants ont été évacués sur les communes de Bordezac et Bessèges (voir aussi Feu de forêt au Nord du Gard de 2022). 
Plus tard dans le mois de juillet, plus de 20 000 hectares brûlent lors d'incendies dans la forêt des Landes près de Landiras et La Teste-de-Buch en Gironde, provoquant l'évacuation d'un total de plus de 12 000 personnes. Un incendie se déclare également sur le mont Saint-Michel de Brasparts, dans le Finistère. Plus de 1 725 hectares sont ravagés et plus de 500 personnes sont évacuées (voir aussi Feux de forêt de 2022 en Gironde).
Les élevages de volailles ont été lourdement impactés par la canicule. Entassés dans des espaces restreints, les volailles d'élevage ont particulièrement souffert : ainsi, le 18 juillet, où la température a atteint son niveau le plus élevé, près de 750 000 de ces animaux ont succombé en une seule journée selon la société d’équarrissage Sec Anim.
La canicule aurait sûrement causée la mort d'environ 11 000 personnes. Santé publique France estime que la canicule a engendré un excès de mortalité de 10 000 personnes mais que la chaleur n'est pas seule en cause.

### Irlande
Le 13 juillet, le Met Éireann émet un avis de température élevée pour l'Irlande, avec des prévisions de températures pouvant atteindre et peut-être dépasser 30 °C du dimanche 17 au mardi 19 juillet. Le 15 juillet, Met Éireann émet un avertissement de niveau jaune pour l'Irlande, avec des températures exceptionnellement élevées pouvant atteindre 32 °C.

### Portugal
Dès le 14 juillet, des records de températures sont battus avec 47,0 °C à Pinhão et 45,2 °C à Mirandela.
En juillet, plus de 3 000 hectares brûlent lors d'incendies de forêt à Leiria, bloquant une partie de l'A1 qui va de Porto à Lisbonne. En Algarve, un incendie se déclare dans la ville de Faro avant de se propager à la station balnéaire de Quinta do Lago (en). Selon l'Autorité de la protection civile, au moins 135 personnes ont été blessées depuis le début des incendies de forêt et environ 800 personnes ont été évacuées de leur domicile. Un pilote meurt lorsque son avion bombardier d'eau s'écrase à Vila Nova de Foz Côa alors qu'il combattait des incendies de forêt dans la région. Au moins 238 personnes sont mortes à cause de la chaleur et le nombre de blessés est passé à 187,.

### Royaume-Uni

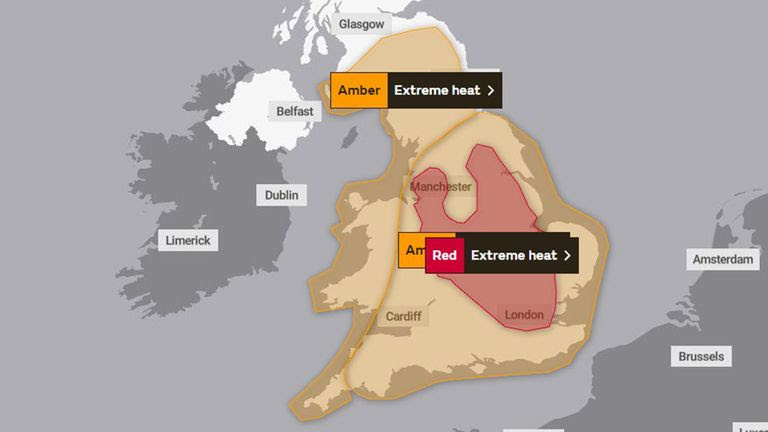
Alerte météo au Royaume-Uni pour le 18 juillet 2022.

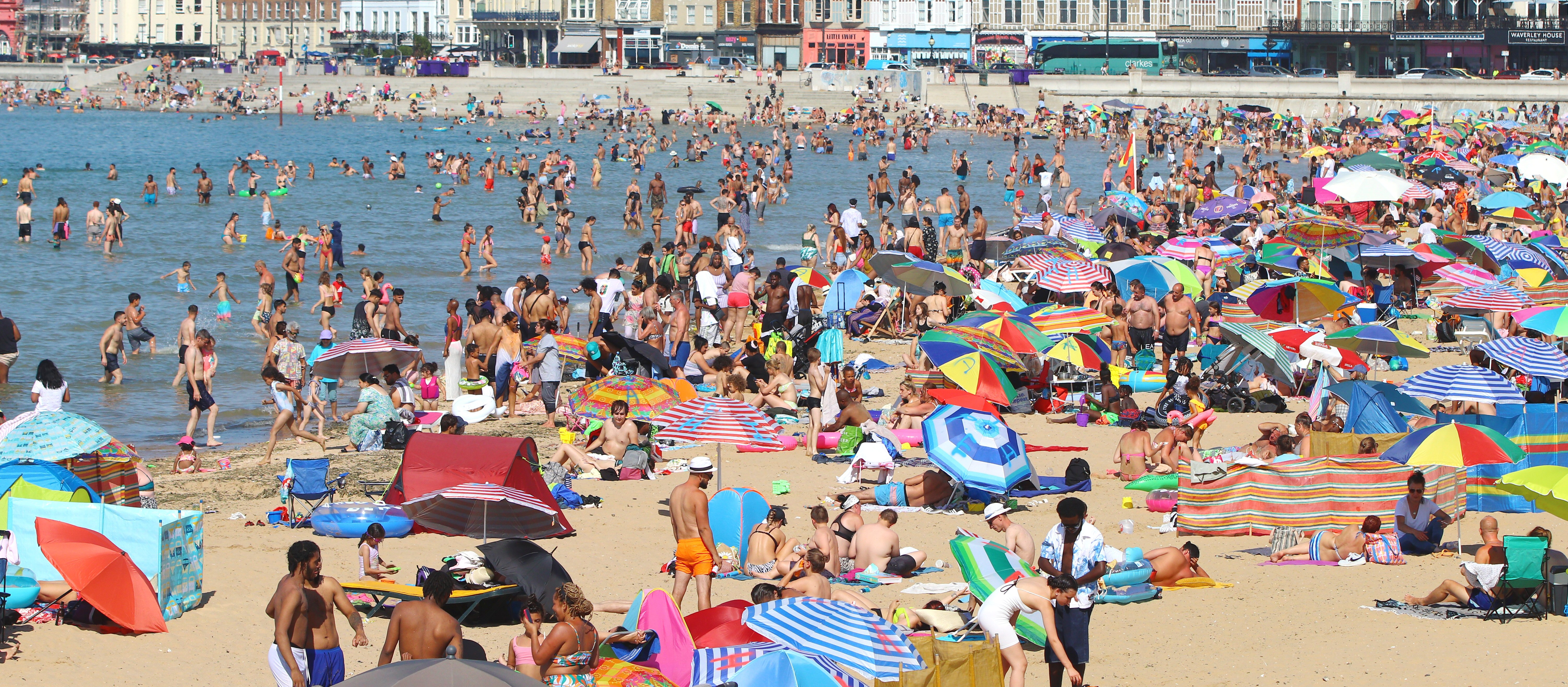
Plage bondée augmentant le risque de noyade.

Le 8 juillet, le Met Office émet une alerte sanitaire à la chaleur dans certaines parties de l'Angleterre et du pays de Galles. Le 15 juillet, l'UK Health Security Agency (en) (UKHSA) a augmenté le niveau d'alerte canicule à 4, ce qui signifie « maladie et décès survenant parmi les personnes en forme et en bonne santé - et pas seulement dans les groupes à haut risque », déclenchant une urgence nationale.
Le Met Office émet son tout premier avertissement de chaleur extrême (rouge) après des prévisions de plus de 40 °C à partir du 18 juillet dans certaines parties de l'Angleterre et une urgence nationale est déclarée,. L'avertissement orange de chaleur extrême est étendu pour couvrir les Cornouailles, l'ouest du pays de Galles et certaines parties du sud de l'Écosse. Le météorologue en chef du Met Office, Paul Gundersen, déclare qu'il y avait 50 % de probabilités qu'il y ait des températures supérieures à 40 °C et 80 % de probabilités d'un nouveau record de température.
Un certain nombre d'écoles annoncent qu'elles fermeraient ou autoriseraient les élèves à porter un costume d'éducation physique à la place de leur uniforme scolaire les jours les plus chauds. Transport for London a exhorté les gens à ne faire que des trajets essentiels les 18 et 19 juillet.
Les températures du 18 juillet sont exceptionnelles, mais le 19 juillet, les maxima sont de 2 à 4 °C supérieurs. Ce jour-là, en mi-journée, une température provisoire de 40,2 °C est notée à l'aéroport de Londres-Heathrow et de 40,3 °C à Coningsby, Lincolnshire selon le Met Office, ce qui en ferait la journée la plus chaude jamais enregistrée au Royaume-Uni,. Le record de Coningsby est confirmé par le Met Office le 22 juillet, ainsi que de nouveaux records au pays de Galles de 37,1 °C à Hawarden et en Écosse de 35,1 °C à Floors Castle, Roxburghshire. La chaleur se généralise et la température maximale moyenne dans l'ensemble du Royaume-Uni dépasse 30 °C pour la première fois des annales. Le pays a connu les deux jours consécutifs les plus chauds jamais enregistrés depuis 1960.
Au moins dix personnes se sont noyées sur les plans d'eau dans le pays depuis que la chaleur a commencé à augmenter. Les pompiers de Londres ont déclaré un incident majeur après que plusieurs incendies se sont déclarés dans la capitale à la suite de la canicule.

### Suisse
En août 2022, le col de Tsanfleuron, sous la glace depuis environ 2 000 ans, a refait surface à la suite de la canicule, et d'un hiver avare en précipitations. En 2012, l'épaisseur de la glace à cet endroit-là était encore de quinze mètres.

### Mer Méditerranée
À la fin du mois de juillet, la température de surface de la mer était de 4 à 6 °C au-dessus de la moyenne saisonnière entre la mer Tyrrhénienne et les Baléares, atteignant de 27 à 30 °C. En début août, la température restait entre 27 et 29 °C sur une grande partie de la Méditerranée occidentale. Depuis 1982, le début de l'utilisation du satellite météorologique pour noter ces températures, ce n'est que la seconde fois que de telles valeurs ont été observées, l'autre étant en août 2018. Cependant, il y une augmentation de la durée, de l’étendue et de l’intensité de ces canicules océaniques tant en surface qu'en profondeur. Elles ont un impact important sur la biologie marine.

## Projection
Les climatologues ont lié la chaleur extrême à l'impact du réchauffement climatique et les experts prédisent que les modifications du courant-jet résultant du réchauffement climatique provoqueront des vagues de chaleur de plus en plus intenses, longues et fréquentes en Europe,. De plus, l'augmentation du nombre de vagues de chaleur pour les pays européens serait de trois à quatre fois plus élevé que pour les autres pays de moyennes latitudes nord tel que les États-Unis (voir Réchauffement climatique en Europe),.